# Rashidpur Garhi
Rashidpur Garhi é uma vila no distrito de Bijnor, no estado indiano de Uttar Pradesh.

## Demografia
Segundo o censo de 2001, Rashidpur Garhi tinha uma população de 6363 habitantes. Os indivíduos do sexo masculino constituem 54% da população e os do sexo feminino 46%. Rashidpur Garhi tem uma taxa de literacia de 75%, superior à média nacional de 59.5%: a literacia no sexo masculino é de 81% e no sexo feminino é de 68%. Em Rashidpur Garhi, 12% da população está abaixo dos 6 anos de idade.